# Мост в никуда (повесть)
«Мост в никуда» (англ. The Bridge to Nowhere) — американский подростковый роман Меган Макдональд.
Основан на реальном происшествии, случившемся в 1964 году. Главная героиня Халли — семиклассница из Питтсбурга — пытается помочь своему отцу, уволенному металлургу, справиться с психологическим расстройством. Символом романа является недостроенный мост через реку Аллегейни.

## Персонажи
- Халли (англ. Hallie) — главная героиня и дочь Джима. На протяжении всего романа пытается найти общий язык со своими родителями.

- Крейн Хендерсон (англ. Crane Henderson) — первокурсник, влюблённый в Халли; один из персонажей, который нашёл общий язык с ней.

- Луиза (англ. Louise) — мать Халли. Пытается сохранить семью, которая распадается из-за отсутствия дохода и статуса Джима — безработного.

- Джуд (англ. Jude) — лучший школьный друг Халли.

- Шелли (англ. Shelley) — сестра Халли, студентка колледжа. Часто конфликтует со своей младшей сестрой; вместе время не проводят.

- Джим (англ. Jim) — отец Халли, потерявший работу строителя моста, в результате чего страдает депрессией. В романе представлен как отстранённый и необщительный; предпочитает развлечения: просмотр телевизора и прослушивание радио. У него часто случаются приступы гнева, из-за чего в семье происходят конфликты.

## Критика
Роман получил в основном негативные отзывы — многие рецензенты отмечали плохую структуру повествования. Так, в статье журнала Publisher’s Weekly было отмечено следующее: «В этом романе нет понимания времени и структуры сюжета… Макдональд почти ничего не делает для адаптации истории под [наше] время». Критики также считают концовку повести «слишком предсказуемой и простой». Между тем отмечаются «хорошо реализованные персонажи» и «доступный текст с удивительно естественными диалогами».